# 文化分析
文化分析（英語：Cultural analytics）是一種對大量文化相關視覺材料的研究，視覺材料包括數位化的文物以及當代的視覺、互動媒體。面對如何有效率地探索大量文化材料的挑戰，文化分析學者透過高解析度的可視化、數位影像處理的方法，以及直觀的視覺技術。這些方法用以處理既存的人文學研究問題，也用以探索新問題，並發展出合乎21世紀初數位文化規模的新理論。

## 歷史
「文化分析」一詞由列夫·曼諾維奇於2007年提出，文化分析與可視化分析論、與數據分析有許多共同的觀念與方法：
視覺數據分析將先進的計算方法與負責的圖形引擎融為一體，以挖掘人類在複雜畫面中發現模式與結構的非凡能力。視覺數據分析大量應用於大量、異質、動態的數據集上，如在天體物理學、流體力學、生物學等研究複雜過程的研究中所產生的數據，這些技術已經能夠進行實時互動操作變量。超高解析度顯示器則使研究人員能放大特定檢視，或依循有意思的路徑進行瀏覽。新的研究開始將這些工具應用於社會科學與人文學上，這些技術對於協助我們理解負責社會過程（如學習、政治、組織變革、知識傳播）等，提供了相當大的希望。
計算能力與互動可視化的技術發展使得使用視覺探索大型數據集變得容易，然而以此方法探討文化與社會過程的嘗試早於電腦的發展。1869年查爾斯·約瑟夫·米納德用以呈現拿破崙對俄戰爭中法軍一路軍力損失情形的圖即是一例 。近期則有皮耶·布迪厄在《區分》（La Distinction）一書中對20世紀中期巴黎人文化消費的歷史調查，開啟了以大量數據集研究文化與美學的方法。更近期的則有佛朗哥·莫雷蒂（Franco Moretti）的《圖表、地圖、樹木：文學史的抽象模型》 一書，與其他數位人文計畫一般，展現了大規模分析文化資料的益處。

## 目前的研究
到目前為止，文化分析技術已經應用於電影、動畫、電子遊戲、漫畫、雜誌、書籍和其他印刷出版物、藝術作品、照片和各種其他媒體內容上。所使用的技術從個人電腦上的開源軟體到處理HIPerSpace（42000 x 8000 pixels）的超級電腦。

## 方法論
屬於文化分析的方法包括對大量文化相關數據的數據挖掘（如對圖書館目錄、圖集、社群網路資料庫的研究）、影像處理等等。文化分析方法也用以研究與詮釋遊戲及其他軟體，從現象學層次（人機介面、特徵擷取）到物件層次（源碼分析）都有。文化分析高度依賴以軟體為基礎的工具，並與新近的軟體研究相關。儘管文化分析的研究對象通常是一物的數位化
形式，研究對象本身不一定要是數位作品。

## 相關方法論
相關的方法論包括：
- 文化組學
- 資訊視覺化
- 可視化分析論
- 數據視覺化
- 數據挖掘
- 新媒體藝術
- 軟體研究

## 外部連結
- Cultural Analytics research at Software Studies Initiative （页面存档备份，存于）
- James Willford. Graphing Culture. Humanities (a publication of National Endowment of Humanities.) March/April 22, number 2, 2011.